# Hamlet (Nebraska)
Hamlet es una villa ubicada en el condado de Hayes en el estado estadounidense de Nebraska. En el Censo de 2010 tenía una población de 57 habitantes y una densidad poblacional de 70,76 personas por km².

## Geografía
Hamlet se encuentra ubicada en las coordenadas 40°23′4″N 101°14′4″O / 40.38444, -101.23444. Según la Oficina del Censo de los Estados Unidos, Hamlet tiene una superficie total de 0.81 km², de la cual 0.81 km² corresponden a tierra firme y (0%) 0 km² es agua.

## Demografía
Según el censo de 2010, había 57 personas residiendo en Hamlet. La densidad de población era de 70,76 hab./km². De los 57 habitantes, Hamlet estaba compuesto por el 94.74% blancos, el 0% eran afroamericanos, el 0% eran amerindios, el 3.51% eran asiáticos, el 0% eran isleños del Pacífico, el 1.75% eran de otras razas y el 0% pertenecían a dos o más razas. Del total de la población el 1.75% eran hispanos o latinos de cualquier raza.